# Église Saint-Jean-l'Évangéliste de Teilhet
Pour les articles homonymes, voir Église Saint-Jean-l'Évangéliste.
L'église Saint-Jean-l'Évangéliste de Teilhet est située sur la commune de Teilhet, dans le département de l'Ariège, en France. Elle est inscrite aux monuments historiques pour sa façade à clocher-mur avec un porche roman.

## Description
C'est une église à simple nef avec un élégant clocher-mur doté de cinq arcades ouvertes dont trois avec cloches. La façade protégée compte un oculus et un porche en plein cintre à archivolte. le portail est surmonté d'une corniche reposant sur des modillons à figurations animales et humaines.
Rénovée et embellie au XIXe siècle, notamment avec des vitraux de Louis-Victor Gesta. Le vitrail central du chevet ainsi que la rosace occidentale portent les armes de la maison de Lévis.
A noter une originale sculpture représentant un cavalier en armure semble sortir de la muraille (voir galerie).

## Localisation
Elle se trouve à 283 m d'altitude, au centre du village, avec le cimetière attenant.

## Historique
Dépendances du prieuré de Camon, l'église est notifiée en 1291. Le plan date du XIIe siècle et la façade du XIVe siècle.
Elle fait l'objet d'une inscription partielle pour sa façade au titre des monuments historiques par arrêté du 6 janvier 1955.

## Galerie

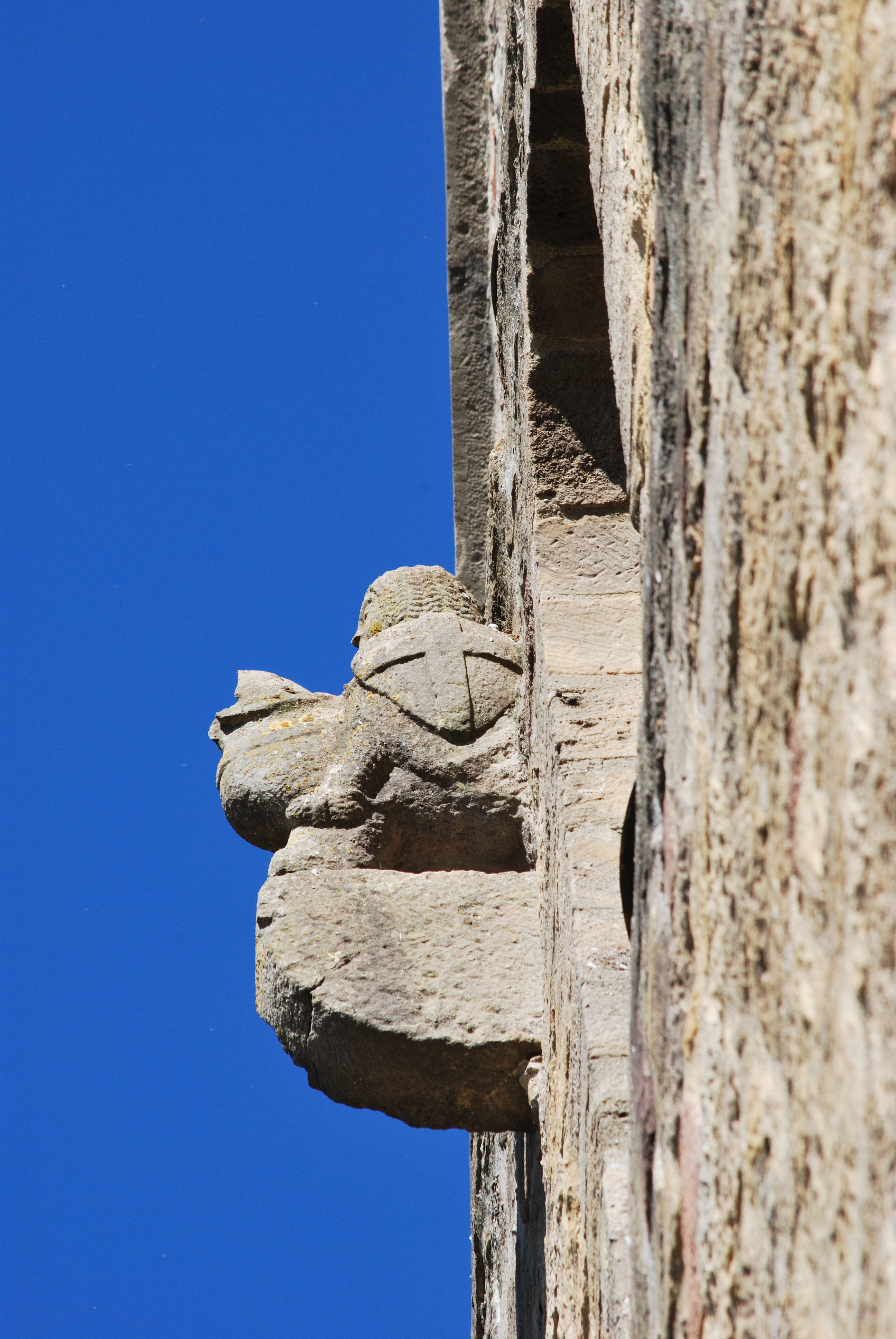
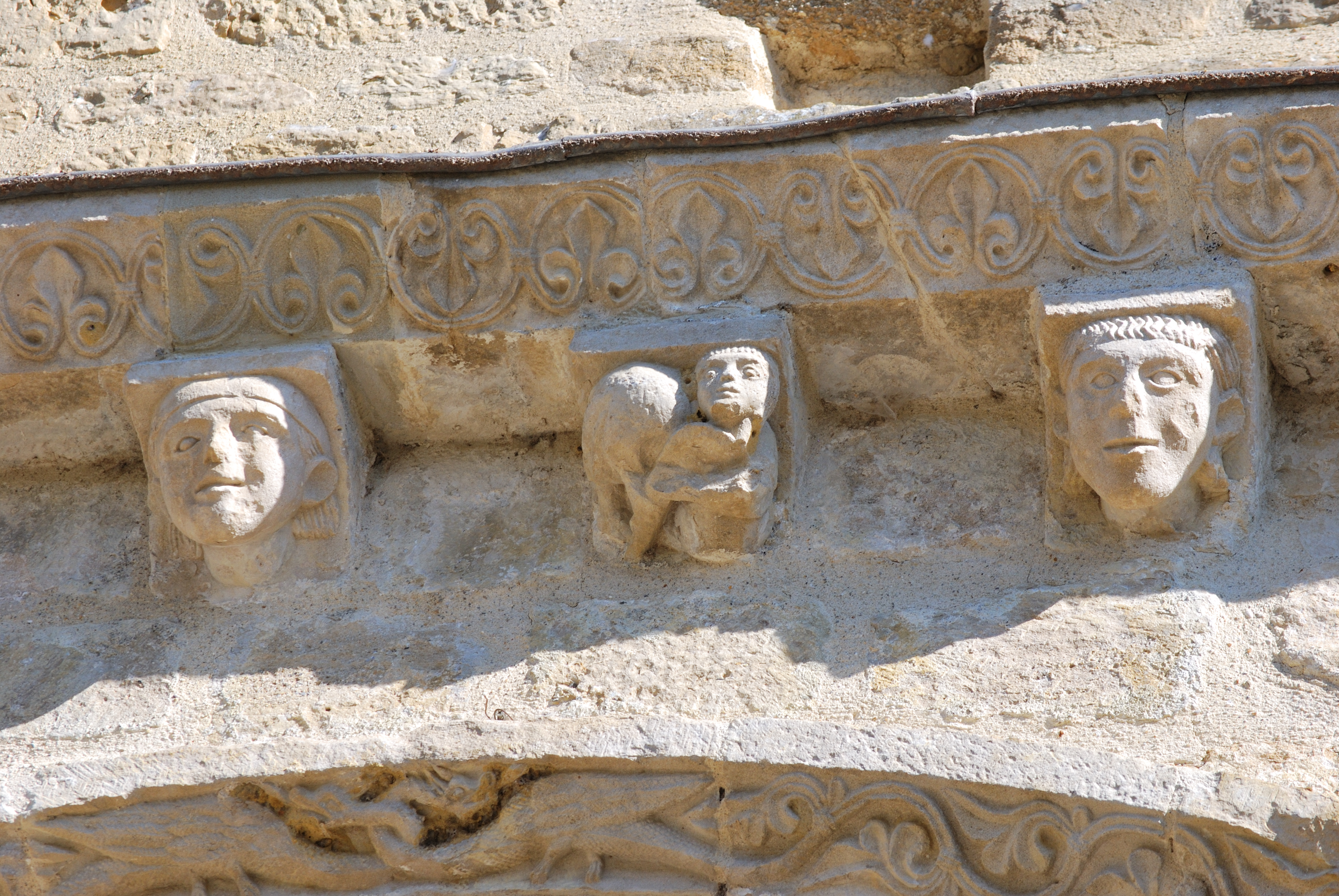
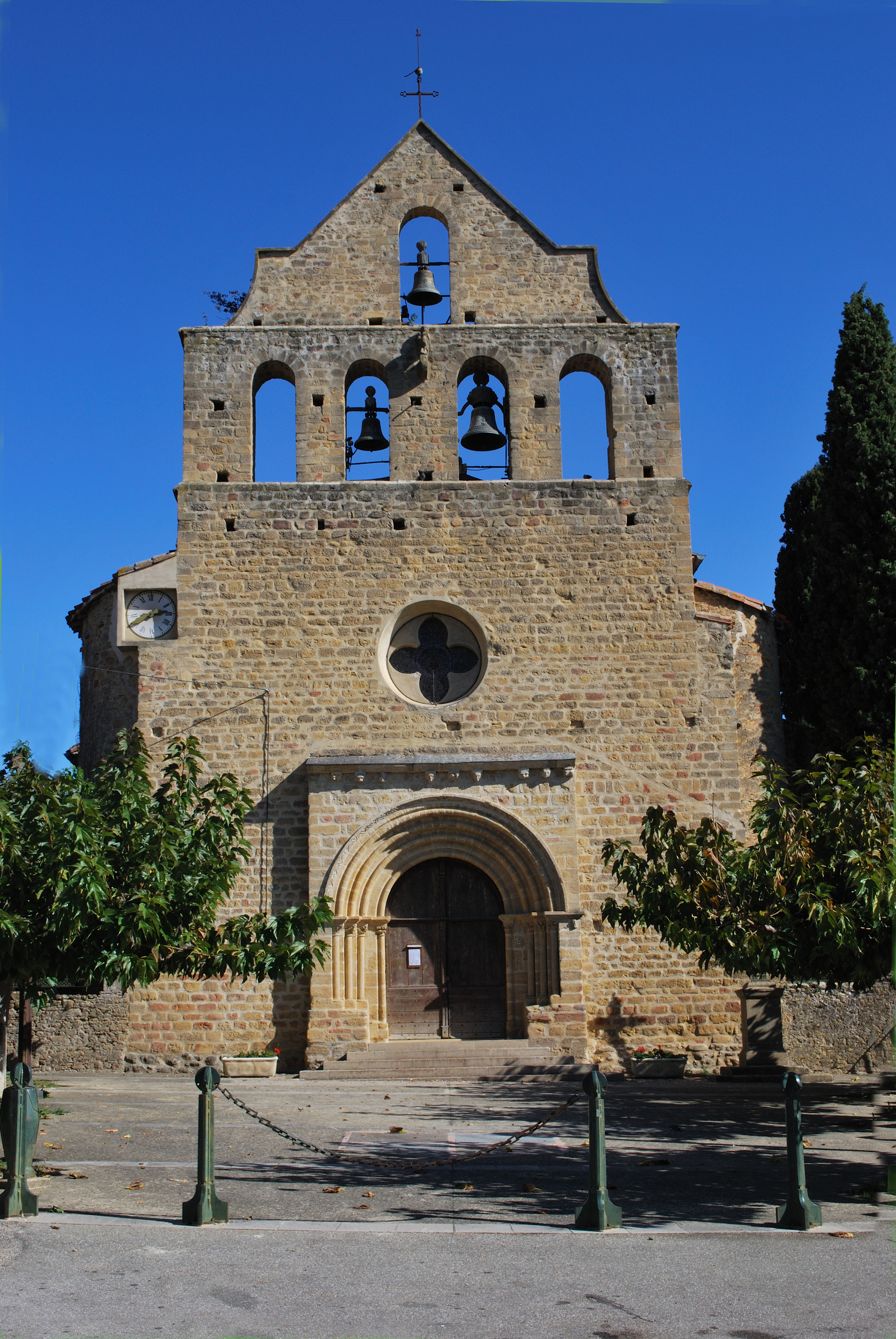